# Id Tech 6
id Tech 6 је предстојећи OpenGL покретач игара који је тренутно у  развоју, од стране id Software, који ће бити базиран на id Tech 5.
Прелиминарне информације које је дао John Carmack о овом покретачу, који је још увек у раној фази развоја, указују да: id Software гледа ка правцу где ће бити помешан ray tracing и класична raster графика. Међутим, он је такође објаснио током QuakeCon 08, да хардвер који је способан да подржи id Tech 6 још увек не постоји.
У јулу 2011. године, он је објаснио да id Software почиње истраживање за развој id Tech 6.
Нејасно је како ће Carmack-ова оставка код id утицати на развој id Tech покретаче убудуће. 19. јула 2014, у светлу недавних финансијских потешкоћа Crytek-а, најављено је од стране Tiago Sousa шефа R&D графичког инжењеринга у Crytek-у, да одбијају  да се придруже Doom и idTech 6 тиму.

## Технологија
Радила би уз помоћ raycast геометрије представљене voxels-има (уместо троуглова) сачуваних у octree. Џон Кармак тврди да ће овај формат такође бити ефикаснији начин за чување 2D података, као и геометријских 3D података, зато што немају "паковања" и граничне проблеме. То ће виртуализовати геометрију као текстуре.

## Игре које користе id Tech 6
- Doom (Јесен 2016) – од id Software[8]